# Powiat Derecske
Powiat Derecske (węg. Derecskei járás) – jeden z dziewięciu powiatów komitatu Hajdú-Bihar na Węgrzech. Siedzibą władz jest miasto Derecske.

## Miejscowości powiatu Derecske-Létavértes
- Álmosd
- Bagamér
- Derecske
- Esztár
- Hajdúbagos
- Hosszúpályi
- Kismarja
- Kokad
- Konyár
- Létavértes
- Mikepércs
- Monostorpályi
- Pocsaj
- Sáránd
- Tépe